# 木頃本郷駅
木頃本郷駅（きごろほんごうえき）は、かつて広島県尾道市美ノ郷町本郷に位置していた、尾道鉄道の駅（廃駅）である。

## 概要
単式ホーム1面1線の地上駅で、木造の駅舎が存在していた。尾道鉄道廃止後は駅は撤去され、民家となっており、かつての面影はない。

## 歴史
- 1925年（大正14年）11月1日：美ノ郷駅として開業[2]。
- 1927年（昭和2年） - 1930年（昭和5年）：木頃本郷駅と改名される[2]。
- 1964年（昭和39年）8月1日：尾道鉄道廃止に伴い廃駅。

## 駅周辺
2018年現在のものであり、運行当時のものとは異なる。
- 山陽自動車道尾道IC
- 木頃本郷郵便局
- びんご運動公園
- 尾道市立美木中学校
- 尾道市立美木原小学校（旧：尾道市立木頃小学校）
- 木頃幼稚園
- 円広寺
- 中国バス・おのみちバス・トモテツバス「木頃本郷」バス停（国道184号・広島県道55号尾道三原線：三原分かれ交差点）
- 中国バス・おのみちバス「尾道インター入口」バス停（国道184号・山陽自動車道：尾道インター入口交差点）

## 隣の駅
尾道鉄道
尾道鉄道線
　遊亀橋駅 - 木頃本郷駅 - 石畦駅